# Jakup Kardović
Efendi Jakup Kardović lub Jakup Kombi (ur. 10 marca 1869 w Biševie, zm. 11 lutego 1945 w Rožaje) – mułła i imam narodowości boszniackiej, burmistrz Tutina i dowódca jednego z oddziałów muzułmańskiej milicji Sandżaku.

## Życiorys
Jakup Kardović urodził się w 1869 roku jako syn Ahmeta i Nurki z domu Hubanić. Ahmet był posiadaczem dużych majątków w miejscowościach Završe i Vučoj oraz, tak jak jego ojciec Hadži Suljagi, był imamem w Meczecie Murada II w Rožaje; znał języki arabski, turecki i albański.
Po ukończeniu nauki w medresie w Skopje, Jakup Kardović wstąpił do wojska osmańskiego, w którym służył do końca 1912 roku; stacjonował wówczas w miejscowości Berane, położonej w regionie Sandżaka. Po zakończeniu I wojny bałkańskiej w 1913 roku, Sandżak został podzielony między Czarnogórę a Serbię; Berane znalazło się w granicach czarnogórskich, a Kardović przeniósł się do leżącego na terenie Serbii Pecia, gdzie był imamem.
W 1920 roku przybył do majątku ojca we wsi Vučoj, następnie był imamem w Biševie.
W latach 30. i 40. XX wieku pełnił funkcję burmistrza miasta Tutin. W sierpniu 1941 roku został dowódcą stacjonującego w Rožaje oddziału muzułmańskiej milicji Sandżaku, który walczył przeciwko czetnikom. Jedna z najważniejszych bitew oddziału Kardovicia toczyła się w listopadzie i grudniu 1941 o Novi Pazar; wraz z oddziałami Aćifa Hadžiahmetovicia, Džemaila Koničanina i Shabana Polluzhy pokonał wówczas oddziały czetników. Podczas tej bitwy, milicjanci z oddziału Kardovicia udzielili schronienia dla około 420 serbskich cywili. Mimo dowodzenia kolaboracyjnym oddziałem, Kardović uratował kilku działaczy komunistycznych przed ich śmiercią, a nawet udzielał komunistom schronienia w swoim domu w Vučoju.
W lutym 1944 roku siły Kardovicia były wspierane przez Balli Kombëtar podczas ataku na wsie położone w okolicach Kolašina.
Na początku 1945 roku został aresztowany przez partyzantów NOVJ, a następnie zabity poprzez strzał w plecy z karabinu maszynowego.

## Upamiętnienia
W czerwcu 2013 roku w Rožajach odbyło się spotkanie naukowe poświęcone działalności Jakupa Kardovicia.

## Życie prywatne
Miał siostrę Zumę. Był trzykrotnie żonaty; pierwsza żona zmarła podczas ciąży, z drugą miał córkę Rabiję i syna Sulja, natomiast trzecią żoną była jego kuzynka Rukija (1897–1971), z którą miał trzech synów (Jusufa, Meda i Bahriję-Belja) i pięć córek (Fatimę, Đulšahę-Tahę, Ajšę, Nurkę i Esmę).
Znał języki albański, macedoński, perski, arabski, włoski i niemiecki.